# Upsala Bayerska Bryggeri AB
Upsala Bayerska Bryggeri AB Bayerska Bryggeriet, tidigare bryggeri i Uppsala. Företaget grundades 1865, och avvecklades 1967, i samband med att öltillverkningen i Uppsala nedlades. 174 personer var då anställda inom företaget.

## Historia
1856 inköpte friherre Henrik von Düben från Rasbo utanför Uppsala en tomt i kvarteret Sandbacken i centrala Uppsala. På tomten uppfördes ett brygghus och Bryggeribolaget von Düben & Co bildades. von Düben utträdde dock ur bolaget redan efter några år och 1865 övertogs verksamheten och lokaler av det nybildade Upsala Bayerska Bryggeri AB.
Ett s.k. "bayerskt" bryggeri tillämpade en industrialiserad bryggningsteknik som utvecklats i Bayern och blev vanlig i samband med skråväsendenas avskaffande.
På samma tomt som Bayerska Bryggeriet kom från och med 1908 även AB Apotekarnes förenade vattenfabriker att ha fabrik och kontor; en verksamhet som senare helt införlivades i Bayerskas rörelse. En allvarlig konkurrent var AB Stockholms Bryggerier som på 1920-talet erhöll aktiemajoriten i Upsala Bayerska Bryggeri AB. En viss samordning av produktion förekom emellanåt mellan bryggerierna. Bl.a. kunde den kända Pilsnern tappas i Stockholm men förses med Bayerskas etikett.
Norrtelje Ångbryggeri var Upsala Bayerska Bryggeri AB:s dotterbolag.
Ett flertal bryggerier i Uppland uppgick i Bayerska och ersattes av lokala depåer (till exempel Östhammars Bryggeri), eller samordnades med driften i Sandbacken (till exempel Fyris-Kronan).
Upsala Bayerska Bryggeri AB var ett lönsamt företag, och så sent som 1960 fanns planer på utbyggnad av anläggningen. När Pripp & Lyckholm fusionerades med Stockholmsbryggerierna 1964 inleddes en landsomfattande rationaliseringsprocess. Pripps började koncentrera all ölproduktion i Sverige till stordriftsanläggningar, vilket ledde till att själva produktionen i Uppsala upphörde 1966. Lager- och depåverksamheten fanns kvar i det gamla kvarteret (kv. Sandbacken) till 1968 då den flyttade till nya lokaler vid Nymansgatan i Uppsala.
År 1994 upphörde AB Pripps Bryggeriers Uppsaladepå. I kvarteret Sandbacken, där det gamla bryggeriet låg, finns sedan 1987 Uppsala stadsbibliotek och Uppsala stadsarkiv.

## Byggnaderna

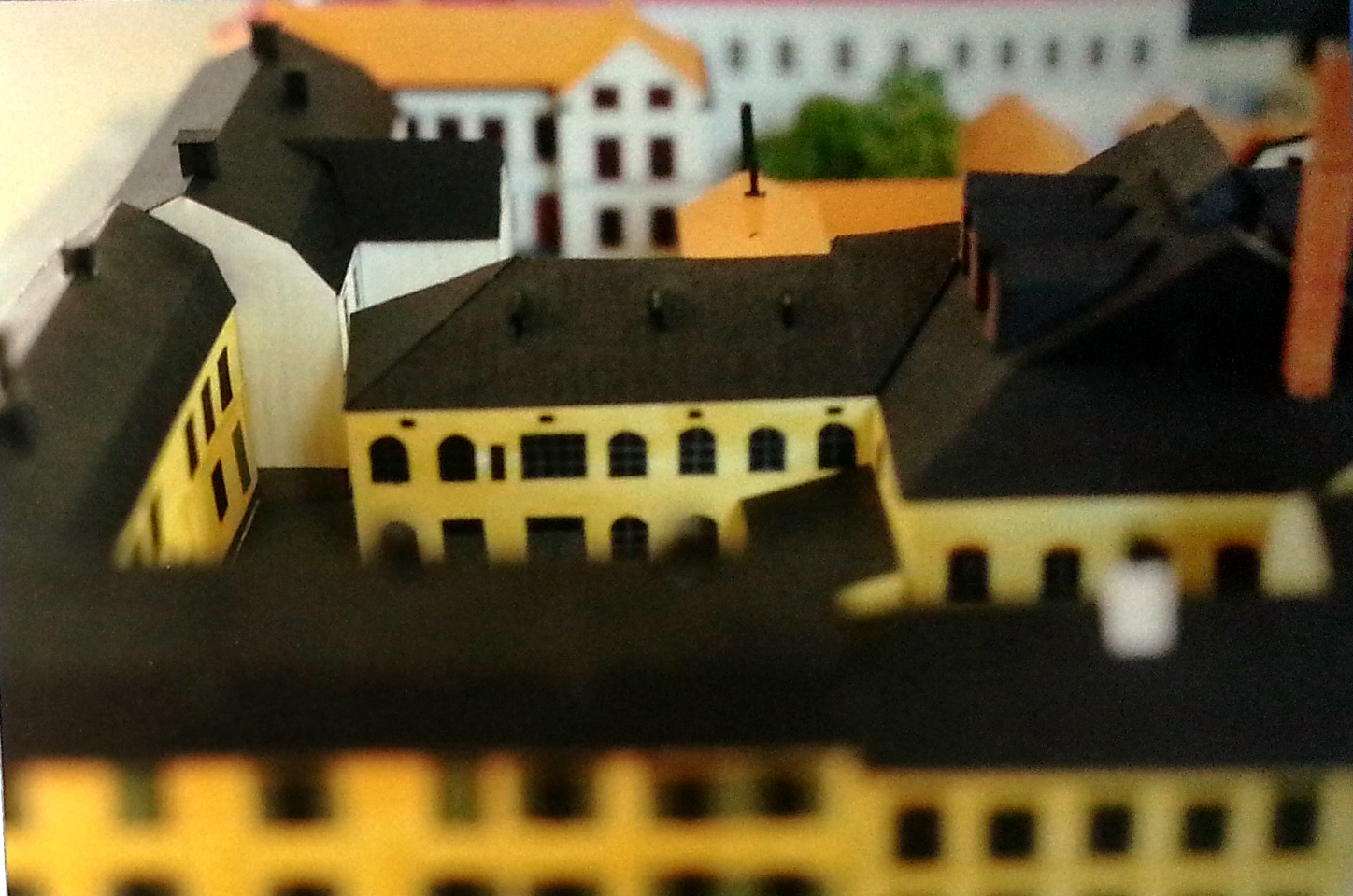
Modell skala 1:200 - Den västra delen av bryggeriet med gulmålade byggnader; bostäder, kontor och vattenfabrik (senare tappning)

Bryggerianläggningen, som hade ett högt kulturhistoriskt värde, speglade Uppsalas industriella epok från vaggan till graven. Här verkade en och samma industri från 1850-talets industrialisering till 1960-talets nedläggningsvåg. Kvarteret ligger dock i det allra centralaste Uppsala och av de f.d. bryggeribyggnaderna återstår endast ett bostadshus i hörnet Svartbäcksgatan-Klostergatan. Byggnaden fanns på platsen innan bryggeriet etablerades i kvarteret, men försågs med en gul puts på 1860-talet i samband med Upsala Bayerska Bryggeri AB:s övertagande.
Gul färg var karakteristisk för industribyggnader då dess kulör så att säga stod emot rök och annan nedsmutsning.